# Seccomp
seccomp (сокр. от англ. secure computing mode) — один из механизмов безопасности ядра Linux, который обеспечивает возможность ограничивать набор доступных системных вызовов для приложений, а также с помощью механизма BPF (Berkeley Packet Filter) производить сложную фильтрацию вызовов и их аргументов. Впервые появился в ядре версии 2.6.12 в 2005 году.
Для работы с недоверенными или непроверенными, а поэтому потенциально опасными программами желательно использовать специально выделенные среды, из которых нельзя нанести вред работоспособности системы в целом. В таких средах (песочницах, контейнерах) для запускаемых программ лимитированы многие системные возможности, такие как доступ к сети, устройствам ввода-вывода, взаимодействие с операционной системой. Механизм seccomp определяет для процесса набор разрешённых системных вызовов и блокирует те, которые не были заранее объявлены. В настоящее время используется в ряде браузеров, Linux подобных ОС и некоторых системах виртуализации.

## История
Механизм seccomp был разработан Андреа Арканджели (итал. Andrea Arcangeli) в рамках коммерческого проекта CPUShare, основной идеей которого было определение возможностей и наработка решений по предоставлению вычислительных ресурсов компьютеров, в частности с ОС Linux, для исполнения стороннего кода. Впервые появился в ядре Linux в марте 2005 года (версия 2.6.12). В первой версии чтобы включить seccomp, процесс был должен записать «1» в файл /proc/PID/seccomp. После этого гостевому коду были доступны только четыре системных вызова: read(), write(), exit() и sigreturn(). В 2007 году в версии 2.6.23 была добавлена возможность включения seccomp через системный вызов prctl() с помощью операции PR_SET_SECCOMP, а интерфейс взаимодействия через /proc был исключён.
Несмотря на то, что проект CPUShare, для которого seccomp разрабатывался, не получил развития и закрылся, он остался в ядре Linux. В феврале 2009 года в коде seccomp обнаружилась уязвимость. Она была связана с тем, что в 32-разрядной и 64-разрядной версиях Linux одним и тем же номерам соответствовали разные системные вызовы. Например, разрешённому вызову read() из 64-битной версии соответствовал запрещённый вызов restart_syscall() из 32-битной версии. После этого встал вопрос об исключении seccomp из Linux, а Линус Торвальдс предположил, что seccomp никем не используется.
Поскольку seccomp был достаточно прост для использования, у разработчиков Google Chrome возникла идея реализовать на его основе средство для запуска сторонних плагинов. Однако для реализации этой задачи простого блокирования всех системных вызовов за исключением четырёх разрешённых было недостаточно. В итоге в 2012 году с seccomp был интегрирован механизм BPF (Berkeley Packet Filter) (в версии 3.5 добавлен второй режим работы — SECCOMP_MODE_FILTER), значительно расширивший возможности механизма — после нововведения гостевой процесс мог более гибко выбирать набор разрешённых и запрещённых системных вызовов, присоединяя соответствующую BPF-программу. В 2012 году появилась также библиотека libseccomp, которая предоставляет собой простой и удобный API для фильтрации системных вызовов.
Для упрощения использования seccomp, в 2013 году в версии 3.8 было добавлено поле «Seccomp» в /proc/PID/status, которое позволяет выяснить состояние seccomp (после того, как включение убрали из /proc, узнать, работает ли уже включённый seccomp было невозможно без завершения процесса). В 2014 году в версии 3.17 добавлен специальный системный вызов — seccomp(), который частично повторяет функциональность prctl().
В ноябре 2017 года с выходом библиотеки glibc версии 2.26 появилась новая проблема: поскольку в программах на языке C системные вызовы делаются не напрямую, а через обёртки стандартной библиотеки, названия которых могут не совпадать с названиями системных вызовов, запрет какого-либо вызова может неожиданным образом повлиять на программу. Например, функция open() из стандартной библиотеки glibc версии 2.26 реализована через системный вызов openat(), который не совпадает с вызовом open() и может быть ошибочно заблокирован автором фильтра.

## Описание
Чтобы включить в программе seccomp, можно воспользоваться системным вызовом seccomp() или prctl(). На данный момент существуют два режима работы seccomp: SECCOMP_MODE_STRICT и SECCOMP_MODE_FILTER. Узнать, включён ли seccomp и в каком режиме, можно из поля «Seccomp» в файла /proc/[pid]/status. Поле принимает значения 0, 1 или 2: 0 — seccomp для процесса не включён, 1 — seccomp в режиме SECCOMP_MODE_STRICT, 2 — в режиме SECCOMP_MODE_FILTER. Включить seccomp для других процессов нельзя.

## Режим SECCOMP_MODE_STRICT
Был единственным режимом работы до Linux 3.5. Чтобы его можно было использовать, ядро должно быть сконфигурировано с ключом CONFIG_SECCOMP=y.
Чтобы войти в этот режим, необходимо сделать вызов prctl(PR_SET_SECCOMP, SECCOMP_MODE_STRICT) или, что то же самое, seccomp(SECCOMP_SET_MODE_STRICT, 0, NULL). Теперь процесс может использовать только четыре системных вызова: read(), write(), _exit() и sigreturn(). Результатом использования других системных вызовов будет прерывание процесса сигналом SIGKILL. Поскольку системный вызов open() запрещён, если потребуется проверка включения seccomp, файл status из procfs необходимо открыть с правами на чтение до включения seccomp в процессе.

## Режим SECCOMP_MODE_FILTER
Режим работы, который появился в ядре Linux версии 3.5. Доступен, если при сборке ядра был установлен флаг CONFIG_SECCOMP_FILTER=y.
Перед тем, как переходить в этот режим, нужно выполнить вызов prctl(PR_SET_NO_NEW_PRIVS, 1) и, таким образом, установить для процесса бит no_new_privs. Это обязательное требование объясняется тем, что иначе непривилегированный процесс может выполнить привилегированную программу с помощью execve(). Если этого не сделать, то переход в режим SECCOMP_MODE_FILTER не удастся.
После установки бита no_new_privs чтобы присоединить к процессу фильтр нужно выполнить вызов prctl(PR_SET_SECCOMP, SECCOMP_MODE_FILTER, args) или seccomp(SECCOMP_SET_MODE_FILTER, 0, args), где args — указатель на структуру sock_fprog, которая из состоит массива BPF-инструкций и его длины. Фильтр запускается каждый раз, когда процесс совершает системный вызов. При запуске фильтр получает на вход структуру с данными о номере системного вызова, архитектуре, текущем состоянии счётчика команд и аргументах вызова. Фильтр обязательно должен возвратить 32-битное значение, в котором верхние 16 бит содержат код действия, которое будет произведено, а нижние 16 бит содержат данные. Если в алгоритме фильтра по ошибке не предусмотрен возврат значения, то он не пройдет статический анализ и такой фильтр присоединён не будет.
Если к процессу присоединено несколько фильтров, из них будет сформирован односвязный список и они будут запущены в порядке, обратном порядку их добавления, даже если один из фильтров должен убить процесс. В таком случае, возвращаемое значение системного вызова будет определяться первым (по порядку запуска фильтров) возвращаемым значением с наивысшим приоритетом, в соответствии с таблицей (в порядке уменьшения приоритета):
| Действие          | Результат |
| ----------------- | --- |
| SECCOMP_RET_KILL  | Системный вызов не выполняется, процесс будет убит с помощью сигнала SIGSYS                                                                                   |
| SECCOMP_RET_TRAP  | Системный вызов не выполняется, процесс получает сигнал SIGSYS, обработчику сигнала доступна информация о системном вызове, который привёл к этому результату |
| SECCOMP_RET_ERRNO | Системный вызов не выполняется, в переменной errnoнаходится возвращаемое значение фильтра                                                                     |
| SECCOMP_RET_TRACE | Если с помощью ptrace() для процесса указан трассировщик, то он будет уве́домлен о вызове. Если не указан, то системный вызов не выполняется                   |
| SECCOMP_RET_ALLOW | Системный вызов выполняется |

## Примеры использования
Включение режима SECCOMP_MODE_STRICT
```
#
 
include
 
<stdio.h>

#
 
include
 
<unistd.h>

#
 
include
 
<linux/seccomp.h>

#
 
include
 
<sys/prctl.h>

#
 
include
 
<fcntl.h>

int
 
main
 
()
 
{

    
int
 
fd
;
 

    
prctl
(
PR_SET_SECCOMP
,
 
SECCOMP_MODE_STRICT
);

    
fprintf
(
stderr
,
 
"try open
\n
"
);

    
fd
 
=
 
open
(
"test_file"
,
 
O_CREAT
);

    
fprintf
(
stderr
,
 
"fd = %d"
,
 
fd
);

    
return
 
0
;

}

```

Результат работы:
```
$
 
gcc
 
test_seccomp.c
 
-o
 
test_seccomp
$
 
./test_seccomp
try
 
open
Killed

```

В приведённом примере после вызова prctl() процесс работает ровно до момента, когда попытается сделать вызов open().

## Примеры использования в ПО
- Операционная система Chrome OS[11]
- Операционная система Android Oreo
- Браузер Firefox
- FTP-сервер vsftpd[1]
- Flatpak — инструмент для распространения и установки приложений внутри контейнеров
- Система виртуализации Docker[12]
- Браузер с открытым исходным кодом Chromium[1]
- Система контейнерной виртуализации LXC[13]